# Hoplosaenidea singaporensis
Hoplosaenidea singaporensis is een keversoort uit de familie bladkevers (Chrysomelidae). De wetenschappelijke naam van de soort werd in 2002 gepubliceerd door Mohamedsaid.